# No Way Out 2003
No Way Out 2003 was een pay-per-viewevenement in het professioneel worstelen dat geproduceerd werd door World Wrestling Entertainment (WWE). Dit evenement was de vierde editie van No Way Out en vond plaats op in de Bell Centre in Montreal op 23 februari 2003.
De belangrijkste gebeurtenis was een herkansingswedstrijd tussen de Hulk Hogan en The Rock, waarbij The Rock die won.

## Matchen
| Nr.                                                                          | Match | Winnaar(s)                      |
| ---------------------------------------------------------------------------- | --- | ------------------------------- |
| -                                                                            | Jamie Noble vs. Rey Mysterio in een een-op-eenmatch                                                                | Rey Mysterio                    |
| 1                                                                            | Chris Jericho vs. Jeff Hardy in een een-op-eenmatch                                                                | Chris Jericho                   |
| 2                                                                            | William Regal & Lance Storm (c) vs. Kane & Rob Van Dam in een tag team match voor het World Tag Team Championship  | William Regal & Lance Storm (c) |
| 3                                                                            | Billy Kidman (c) vs. Matt Hardy (met Shannon Moore) in een een-op-eenmatch voor het WWE Cruiserweight Championship | Matt Hardy (nc)                 |
| 4                                                                            | The Undertaker vs. Big Show (met Paul Heyman) in een een-op-eenmatch                                               | The Undertaker                  |
| 5                                                                            | Brock Lesnar & Chris Benoit vs. Team Angle in een Handicap match                                                   | Brock Lesnar & Chris Benoit     |
| 6                                                                            | Triple H (c) (met Ric Flair) vs. Scott Steiner in een een-op-eenmatch voor het World Heavyweight Championship      | Triple H (c)                    |
| 7                                                                            | Eric Bischoff vs. Stone Cold Steve Austin in een een-op-eenmatch                                                   | Stone Cold Steve Austin         |
| 8                                                                            | Hulk Hogan vs. The Rock in een een-op-eenmatch                                                                     | The Rock                        |
| (c) huidige kampioen voor en na de match \| (nc) nieuwe kampioen na de match | |                                 |